# As Impurezas do Branco
As Impurezas do Branco é um livro de poesias escrito por Carlos Drummond de Andrade e publicado originalmente em 1973.
Da mesma forma que A Rosa do Povo havia sido marcado pela Segunda Guerra Mundial e pelo Estado Novo, este volume traz diversas referências à ditadura militar implantada no Brasil com o golpe de 1964. Assim, no poema Declaração em juízo, Drummond, então aos 71 anos e aposentado do serviço público, lamenta a perseguição a opositores do regime e afirma: "Não matei nenhum dos companheiros".
Também nessa coletânea foram incluídos os poemas escritos por Drummond para acompanhar o álbum de 21 desenhos de Cândido Portinari sobre Dom Quixote, reunidos sob o título Quixote e Sancho, de Portinari.

## Conteúdo
Os 67 poemas que compõem o livro podem dividir-se em onze partes:
1. Comunicação
2. Persona
3. Viver
4. Amor
5. Problematizar
6. Morrer
7. Divindade
8. Quixote
9. Artistas
10. Brasil
11. Uma Casa